# Dompierre-sur-Authie
Pour les articles homonymes, voir Dompierre et Authie.
Dompierre-sur-Authie est une commune française située dans le département de la Somme, en région Hauts-de-France.
Depuis juillet 2020, la commune fait partie du parc naturel régional Baie de Somme - Picardie maritime.

## Géographie

### Localisation
Dompierre-sur-Authie est un village picard du Ponthieu située au nord du département de la Somme, limitrophe de celui du Pas-de-Calais. 
Limitrophe de Crécy-en-Ponthieu, la commune se trouve, à vol d'oiseau, à 12 km au sud-ouest d'Hesdin-la-Forêt, 23 km au nord d'Abbeville et à 53 km au nord-ouest d'Amiens
Le territoire de la commune est limitrophe de ceux de huit communes.
Les communes limitrophes sont Mouriez, Raye-sur-Authie, Tortefontaine, Le Boisle, Crécy-en-Ponthieu, Estrées-lès-Crécy, Ligescourt et Ponches-Estruval.

### Hydrographie

#### Réseau hydrographique
La commune est située dans le bassin Artois-Picardie. Elle est drainée par l'Authie, la Warnette, le Dompierre-sur-Authie, le ruisseau la Varnette, les Fontaines et divers autres petits cours d'eau.
L'Authie, d'une longueur de 108 km, prend sa source dans la commune de Coigneux et se jette  dans la Manche, son embouchure formant une vaste baie, comprise entre Fort-Mahon-Plage et Berck, typique des estuaires picards. Les caractéristiques hydrologiques de l'Authie sont données par la station hydrologique située sur la commune. Le débit moyen mensuel est de 7,83 m3/s. Le débit moyen journalier maximum est de 29 m3/s, atteint lors de la crue du 13 décembre 1966. Le débit instantané maximal est quant à lui de 26,7 m3/s, atteint le 21 mars 2001.

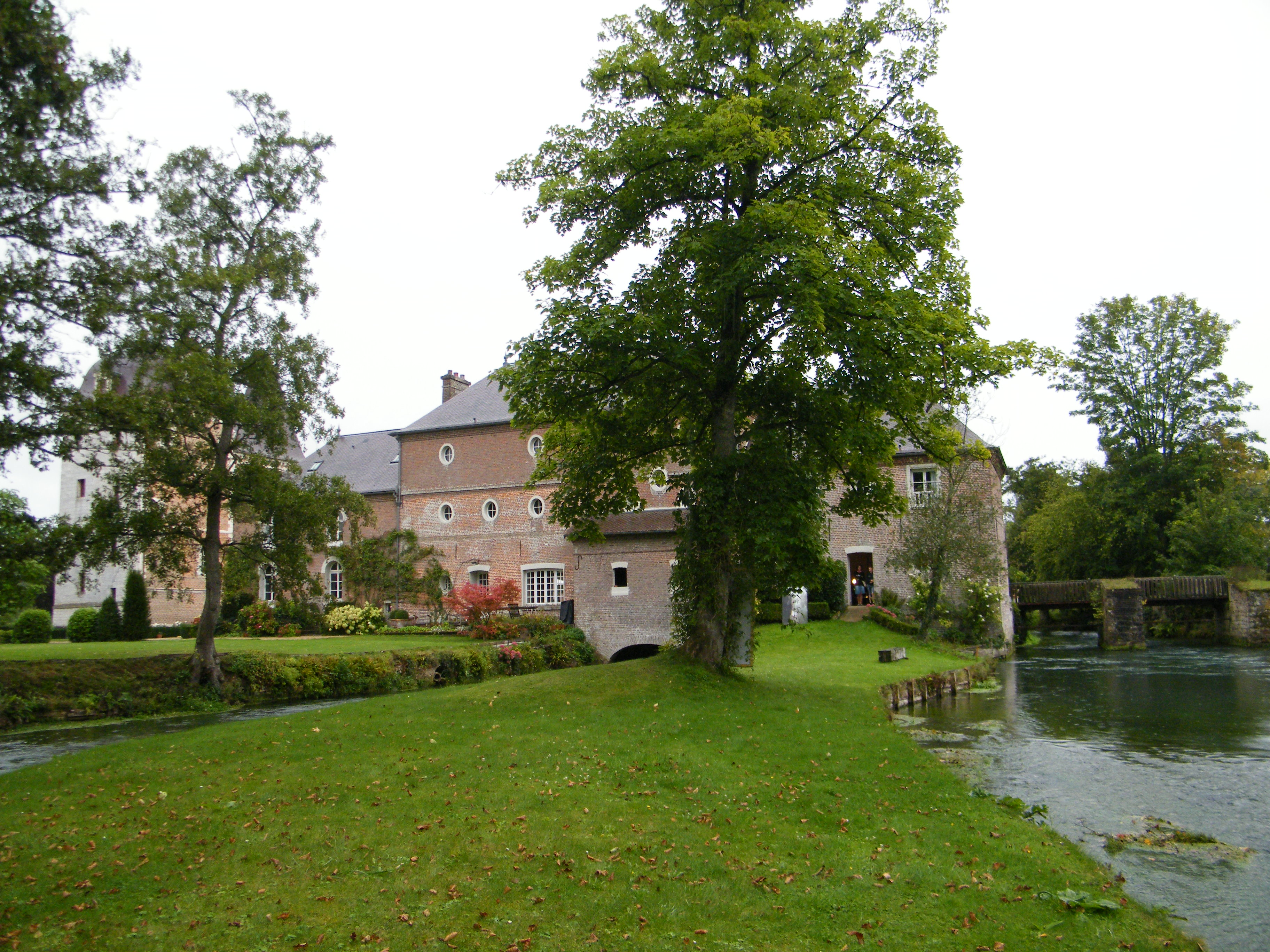
L'Authie et le Château de la Tour.
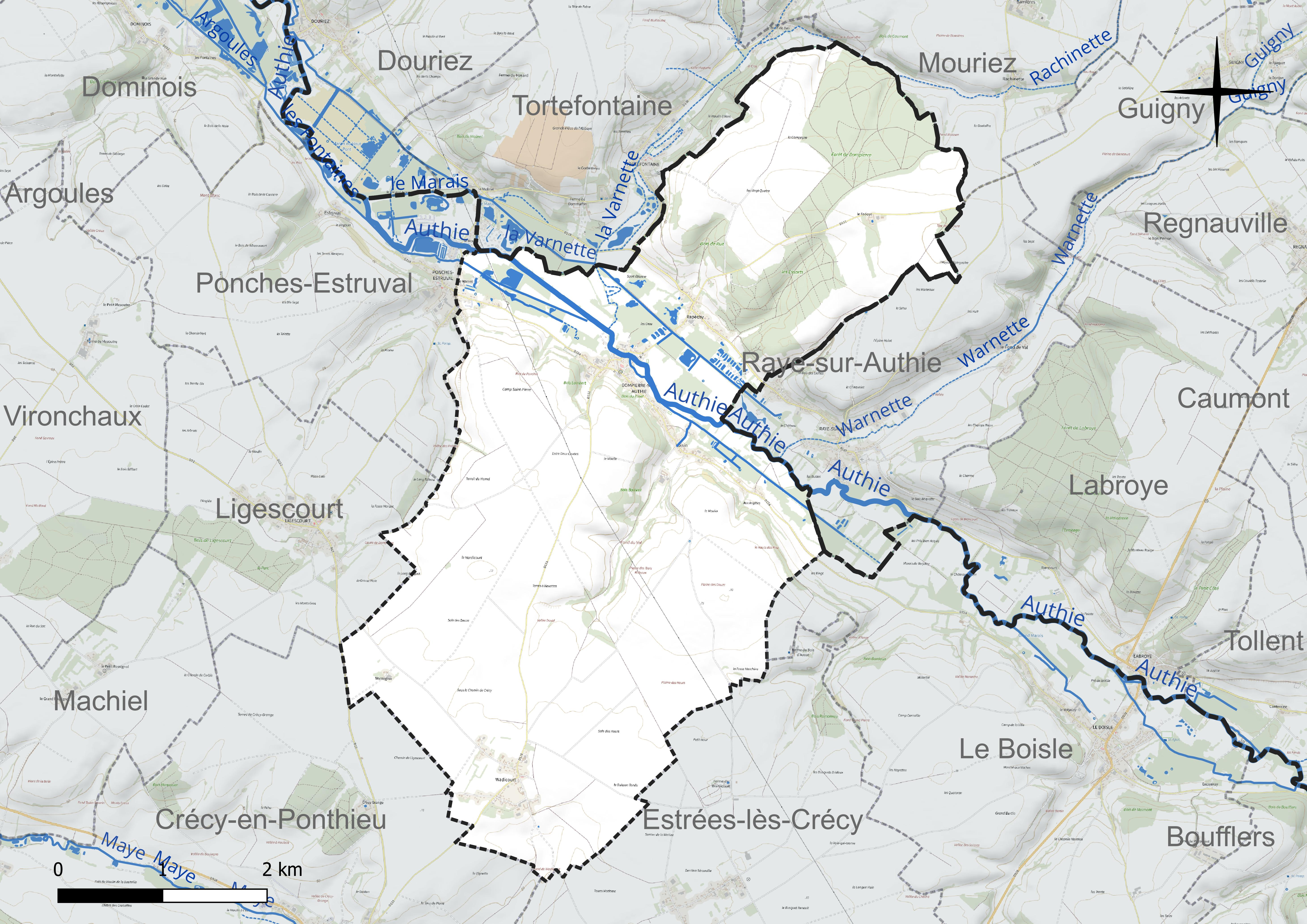
Réseau hydrographique de Dompierre-sur-Authie.

#### Gestion et qualité des eaux
Le territoire communal est couvert par le schéma d'aménagement et de gestion des eaux (SAGE) « Authie ». Ce document de planification concerne un territoire de 1 253 km2 de superficie, délimité par le bassin versant de l'Authie. Le périmètre a été arrêté le 5 août 1999 et le SAGE proprement dit est, en 2024, en cours d'élaboration. La structure porteuse de l'élaboration et de la mise en œuvre est le syndicat mixte Canche Et Authie.
La qualité des cours d'eau peut être consultée sur un site dédié géré par les agences de l'eau et l'Agence française pour la biodiversité.

### Climat
Pour des articles plus généraux, voir Climat des Hauts-de-France et Climat de la Somme.
En 2010, le climat de la commune est de type climat océanique altéré, selon une étude du CNRS s'appuyant sur une série de données couvrant la période 1971-2000. En 2020, Météo-France publie une typologie des climats de la France métropolitaine dans laquelle la commune est exposée à un climat océanique et est dans la région climatique Côtes de la Manche orientale, caractérisée par un faible ensoleillement (1 550 h/an) ; forte humidité de l'air (plus de 20 h/jour avec humidité relative > 80 % en hiver), vents forts fréquents.
Pour la période 1971-2000, la température annuelle moyenne est de 10,3 °C, avec une amplitude thermique annuelle de 13,1 °C. Le cumul annuel moyen de précipitations est de 818 mm, avec 12,5 jours de précipitations en janvier et 8,1 jours en juillet. Pour la période 1991-2020, la température moyenne annuelle observée sur la station météorologique la plus proche, située sur la commune de Humières à 23 km à vol d'oiseau, est de 10,9 °C et le cumul annuel moyen de précipitations est de 856,9 mm,. Pour l'avenir, les paramètres climatiques de la commune estimés pour 2050 selon différents scénarios d'émission de gaz à effet de serre sont consultables sur un site dédié publié par Météo-France en novembre 2022.

## Urbanisme

### Typologie
Au 1er janvier 2024, Dompierre-sur-Authie est catégorisée commune rurale à habitat dispersé, selon la nouvelle grille communale de densité à sept niveaux définie par l'Insee en 2022.
Elle est située hors unité urbaine et hors attraction des villes,.

### Occupation des sols
Au nord du territoire, au-delà de Rapechy et de l'Authie, se situe la forêt de Dompierre qui figure à l'inventaire des ZNIEFF (Zones naturelles d'intérêt écologique, faunistique et floristique).
L'occupation des sols de la commune, telle qu'elle ressort de la base de données européenne d'occupation biophysique des sols Corine Land Cover (CLC), est marquée par l'importance des territoires agricoles (86,4 % en 2018), en augmentation par rapport à 1990 (85,1 %). La répartition détaillée en 2018 est la suivante : 
terres arables (68,2 %), prairies (12,9 %), forêts (10 %), zones agricoles hétérogènes (5,4 %), zones urbanisées (2,1 %), zones humides intérieures (1,5 %). L'évolution de l'occupation des sols de la commune et de ses infrastructures peut être observée sur les différentes représentations cartographiques du territoire : la carte de Cassini (XVIIIe siècle), la carte d'état-major (1820-1866) et les cartes ou photos aériennes de l'IGN pour la période actuelle (1950 à aujourd'hui).

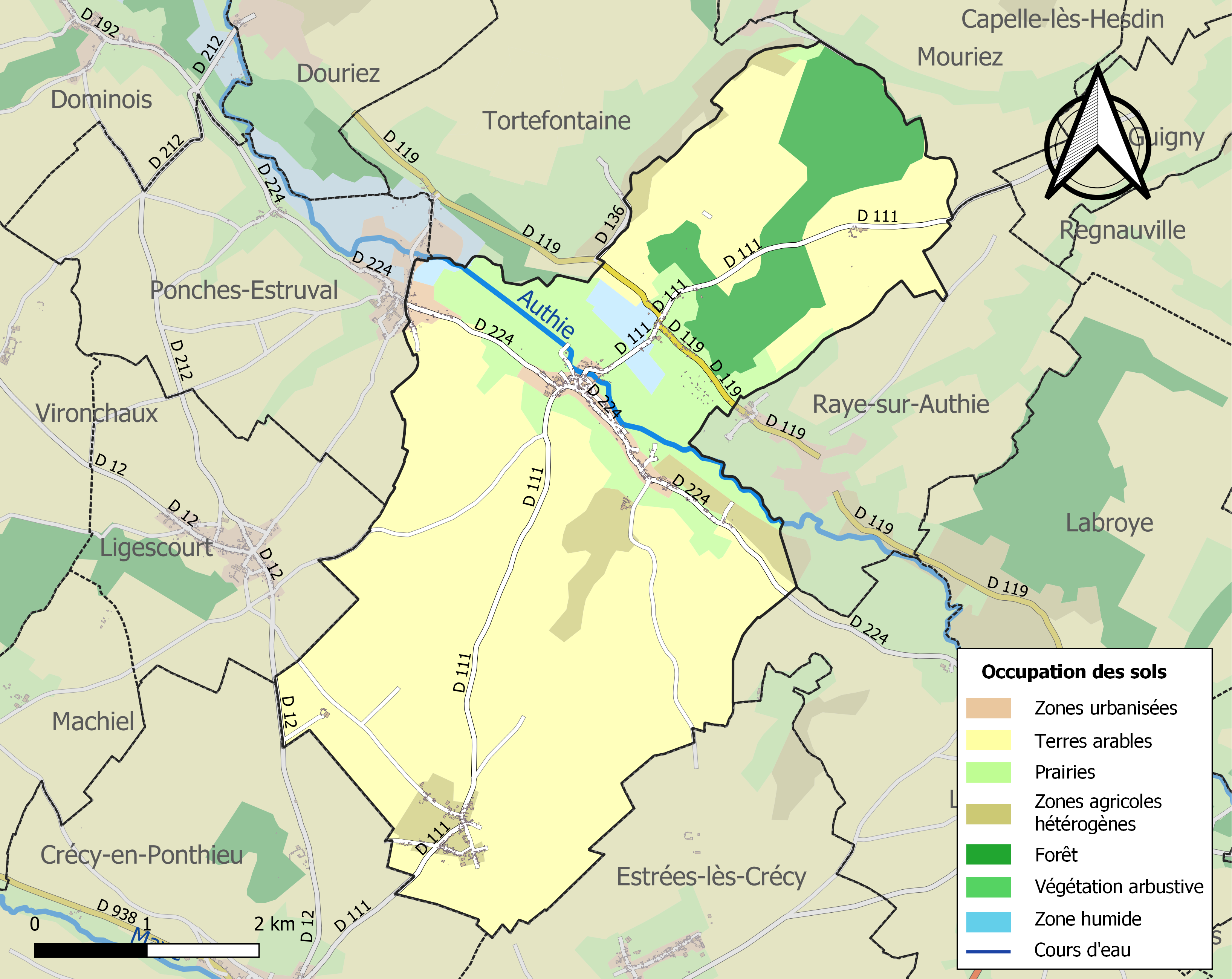
Carte des infrastructures et de l'occupation des sols de la commune en 2018 (CLC).

### Lieux-dits, hameaux et écarts
Dompierre comprend sept écarts ou hameaux, dont Rapéchy.

### Voies de communication et transports
Dompierre-en-Authie est aisément accessible par les anciennes routes nationales RN 338 (actuelle RD 938 du Crotoy à Albert), RN 28 (actuelle RD 928 de Rouen à Bergues par Abbeville) et RD 39  (actuelle RD 939 du Touquet à Arras).
En 2019, la localité est desservie par les lignes de bus du réseau Trans'80, chaque jour de la semaine, sauf le dimanche.

## Toponymie
La forme latine de Sancti Petri Villa est relevée dès le VIIIe siècle. En 1138, Domnus Petrus est cité (Garin, évêque d'Amiens). Luce II, pape, donne Dom Petrus en 1144. Dompierre est déjà nommé en 1162 par Gautier Tyrel. Une lettre de Charles IX mentionne Dompierre en Ponthieu en 1565,.
Dompierre est un hagiotoponyme caché. Du bas latin domnus et du nom de saint Petrus « Saint pierre ». L'église lui est dédiée.
L'Authie est un fleuve côtier du Nord de la France qui se jette dans la Manche, sis dans les départements de la Somme et du Pas-de-Calais, dans le bassin Artois-Picardie.

## Histoire

### Antiquité
Une ancienne voie romaine, dite chaussée Brunehaut, passe à Dompierre. Le site est riche de vestiges archéologiques.

### Moyen Âge
En 1138, le chevalier Bernard de Bailleul fait entreprendre la construction du château fort et du prieuré. Le prieuré de Dompierre était affilié à l'ordre de Cluny.

### Époque moderne
Les restes du donjon, du chemin de ronde et les bretèches témoignent de l'intérêt frontalier de Dompierre, sur la rive de l'Authie, limite, à l'époque de son édification, de la Picardie et de l'Artois.

### Époque contemporaine
Deuxième République : En 1849, tous les citoyens majeurs de sexe masculin peuvent voter pour la première fois depuis la Révolution française grâce à l'instauration du suffrage universel masculin. Voici la répartition (en nombre) de quelques patronymes des électeurs :
| Barbier, 1 Chivot, 4 Vasseur, 2 |
Le droit de vote des femmes n'est reconnu en France qu'en 1945 et la majorité civile a été  abaissée à 18 ans en 1974.

## Politique et administration

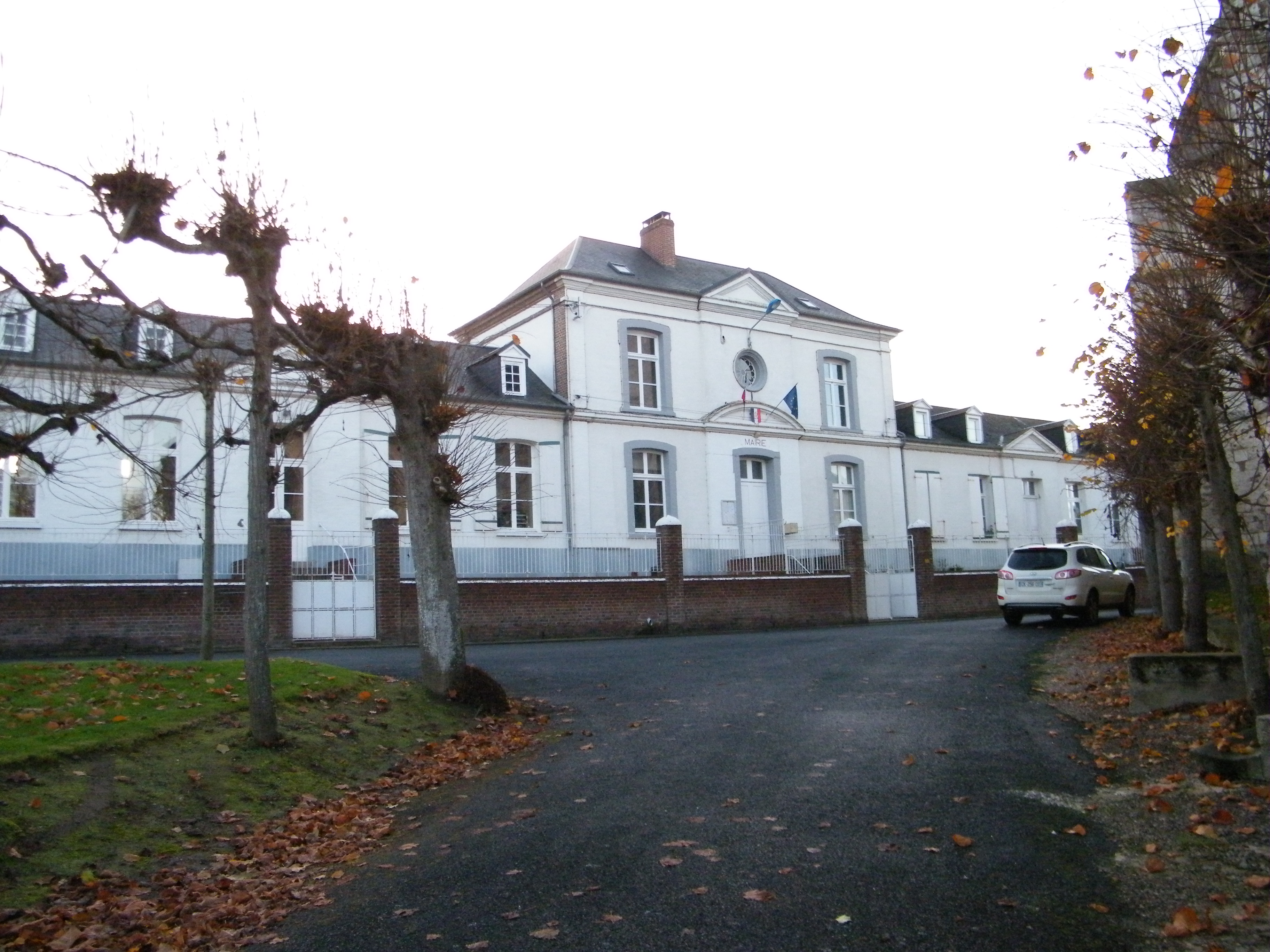
Salle des fêtes, mairie et ancienne école (fermée en 2019)

.
| Période                                  | Période                      | Identité                        | Étiquette | Qualité                                                                  |
| ---------------------------------------- | ---------------------------- | ------------------------------- | --------- | ------------------------------------------------------------------------ |
|                                          | 1866                         | Jean-Baptiste Padieu            |           | Décédé en fonctions.                                                     |
| 1866                                     | 1878                         | Jean-François, Norbert Glachant |           |                                                                          |
| 1878                                     | 1894                         | Eugène Padieu                   |           | Décédé en fonctions.                                                     |
| 1894                                     | 1929                         | Albert, Émile, Ernest Padieu    |           | Chevalier de la Légion d'honneur (JO du 27/08/1927) Décédé en fonctions. |
| Les données manquantes sont à compléter. |                              |                                 |           |                                                                          |
| 1977                                     | 1992                         | Louis Tourbe                    |           |                                                                          |
| 1993                                     | 1995                         | Hugues Bertré                   |           |                                                                          |
| juin 1995                                | juillet 2020                 | Philippe Padieu                 |           |                                                                          |
| juillet 2020                             | En cours (au 8 octobre 2020) | Olivier Gérard                  |           | Exploitant agricole                                                      |

## Population et société

### Démographie

#### Évolution démographique
L'évolution du nombre d'habitants est connue à travers les recensements de la population effectués dans la commune depuis 1793. Pour les communes de moins de 10 000 habitants, une enquête de recensement portant sur toute la population est réalisée tous les cinq ans, les populations de référence des années intermédiaires étant quant à elles estimées par interpolation ou extrapolation. Pour la commune, le premier recensement exhaustif entrant dans le cadre du nouveau dispositif a été réalisé en 2005.

En 2022, la commune comptait 423 habitants, en évolution de +4,19 % par rapport à 2016 (Somme : −1,26 %, France hors Mayotte : +2,11 %).
| 1793 | 1800  | 1806  | 1821  | 1831  | 1836  | 1841  | 1846  | 1851  |
| ---- | ----- | ----- | ----- | ----- | ----- | ----- | ----- | ----- |
| 800  | 1 181 | 1 171 | 1 102 | 1 121 | 1 101 | 1 063 | 1 071 | 1 079 |

| 1856  | 1861  | 1866 | 1872 | 1876 | 1881 | 1886 | 1891 | 1896 |
| ----- | ----- | ---- | ---- | ---- | ---- | ---- | ---- | ---- |
| 1 039 | 1 009 | 963  | 966  | 926  | 907  | 857  | 842  | 794  |

| 1901 | 1906 | 1911 | 1921 | 1926 | 1931 | 1936 | 1946 | 1954 |
| ---- | ---- | ---- | ---- | ---- | ---- | ---- | ---- | ---- |
| 820  | 820  | 774  | 688  | 703  | 645  | 741  | 638  | 650  |

| 1962 | 1968 | 1975 | 1982 | 1990 | 1999 | 2005 | 2006 | 2010 |
| ---- | ---- | ---- | ---- | ---- | ---- | ---- | ---- | ---- |
| 611  | 578  | 559  | 526  | 436  | 404  | 411  | 411  | 417  |

| 2015 | 2020 | 2022 | - | - | - | - | - | - |
| ---- | ---- | ---- | - | - | - | - | - | - |
| 412  | 427  | 423  | - | - | - | - | - | - |

#### Pyramide des âges
En 2018, le taux de personnes d'un âge inférieur à 30 ans s'élève à 23,7 %, soit en dessous de la moyenne départementale (36,4 %). À l'inverse, le taux de personnes d'âge supérieur à 60 ans est de 37,4 % la même année, alors qu'il est de 26,0 % au niveau départemental.
En 2018, la commune comptait 201 hommes pour 209 femmes, soit un taux de 50,98 % de femmes, légèrement inférieur au taux départemental (51,49 %).
Les pyramides des âges de la commune et du département s'établissent comme suit.
| Hommes | Classe d’âge | Femmes |
| ------ | ------------ | ------ |
| 0,5    | 90 ou +      | 2,8    |
| 10,0   | 75-89 ans    | 10,6   |
| 25,8   | 60-74 ans    | 25,2   |
| 23,0   | 45-59 ans    | 23,9   |
| 16,3   | 30-44 ans    | 14,7   |
| 9,1    | 15-29 ans    | 8,7    |
| 15,3   | 0-14 ans     | 14,2   |

| Hommes | Classe d’âge | Femmes |
| ------ | ------------ | ------ |
| 0,6    | 90 ou +      | 1,8    |
| 6,7    | 75-89 ans    | 9,4    |
| 17,2   | 60-74 ans    | 18,1   |
| 19,8   | 45-59 ans    | 19,1   |
| 18,2   | 30-44 ans    | 17,5   |
| 19,4   | 15-29 ans    | 18     |
| 18,2   | 0-14 ans     | 16,2   |

### Enseignement
La commune possède une école relevant de l'académie d'Amiens et de la zone B pour les vacances scolaires.
Cette école était regroupée avec celle de Ponches-Estruval au sein d'un regroupement pédagogique intercommunal. À la rentrée 2019, l'école est fermée. Les élèves se rendent majoritairement à Crécy.

### Manifestations culturelles et festivités
Dompierre fait partie de l'Association des Dompierre-de-France regroupant 23 communes françaises dont le nom comporte Dompierre. Chaque année, une commune différente accueille la fête. Dompierre-sur-Authie n'a jamais accueilli ses cousins Dompierrois et Dompierrais ni pour la fête nationale, ni pour l'assemblée générale. En 2013, la fête nationale a eu lieu le 1er week-end de juillet à Dompierre-les-Ormes en Saône-et-Loire.

## Culture locale et patrimoine

### Lieux et monuments
- Église Saint-Pierre. L'édifice a été reconstruit sur d'anciennes fondations au XVe siècle et probablement consacré en 1513[20]. Des désordres affectent la structure du chœur, ainsi que les maçonneries, charpentes et couvertures et les vitraux présentent des dégradations. La commune bénéficie en 2020 d'une donation du Loto du patrimoine pour engager un programme de rénovation[36]
- Chapelle Saint-Pierre (Wadicourt).
- Deux châteaux privés :
  - Datant du XIe siècle, le premier, féodal, est complété par un manoir en brique dit château de la Tour, élevé en 1627 par Charles de Rambures.
  - Le second, de style Louis XV, est construit en brique et pierre vers 1750[37].

- Le moulin à eau de Dompierre, édifié au Moyen Âge, a cessé de fonctionner en 1870. En brique, à deux étages, il est situé à proximité du château du XVIIe siècle, il est par ailleurs inscrit au titre des Monuments historiques. En 2010, les propriétaires ont obtenu un label de la Fondation du patrimoine[38].

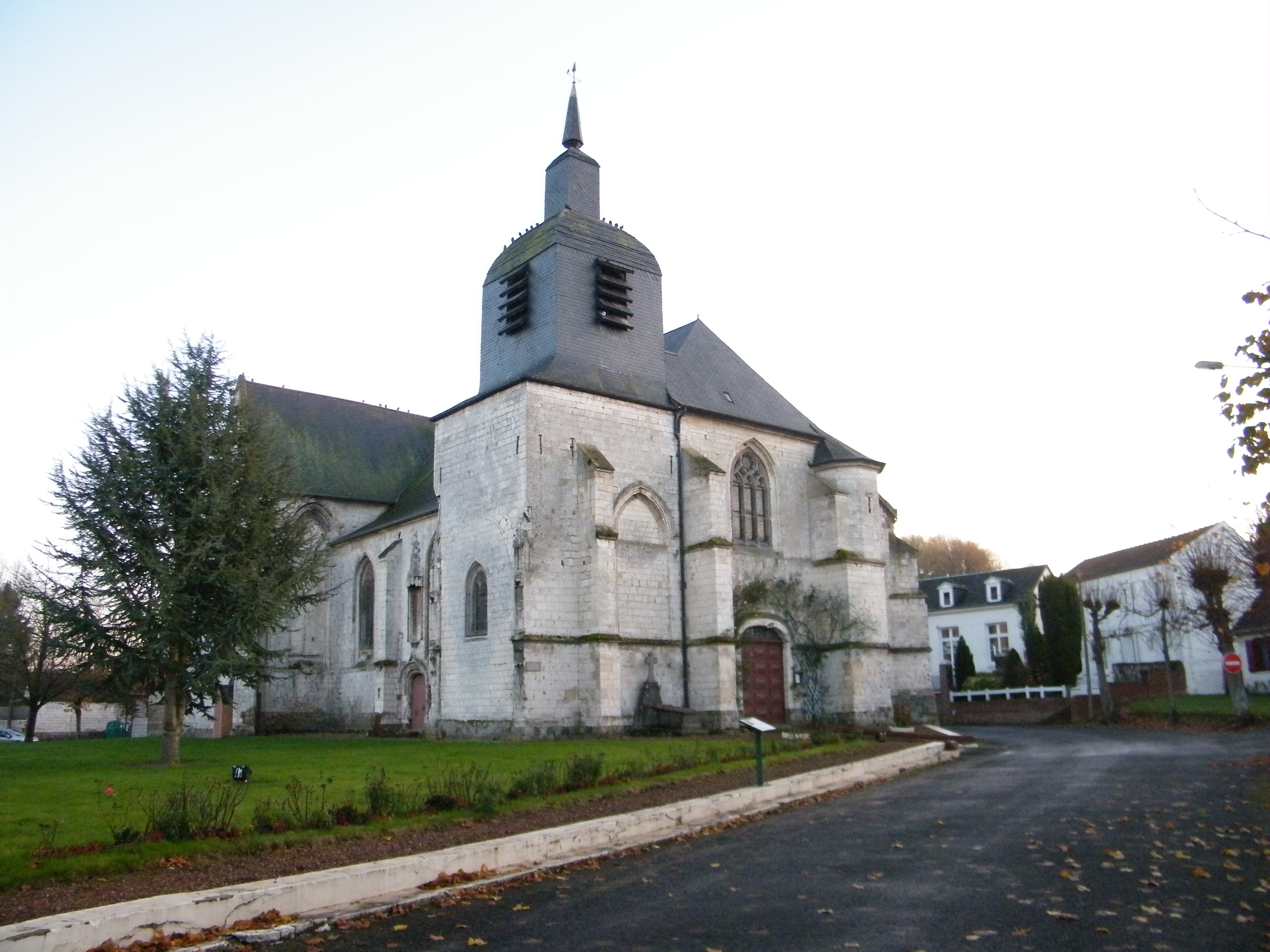
Église Saint-Pierre.
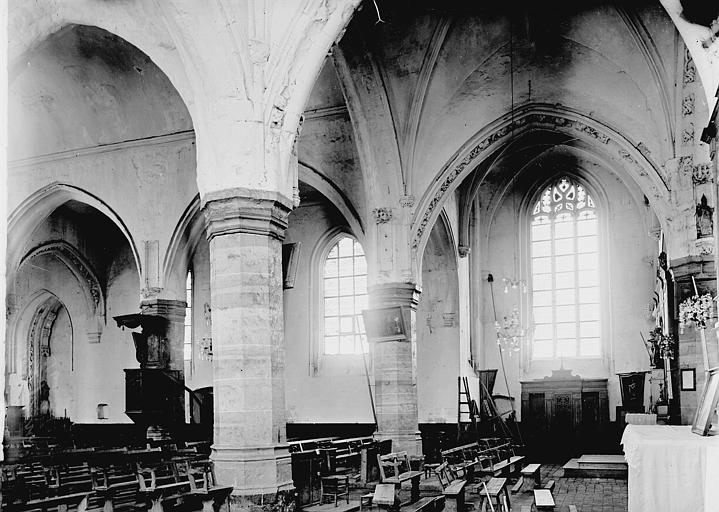
La nef de l'église au début du XXe siècle
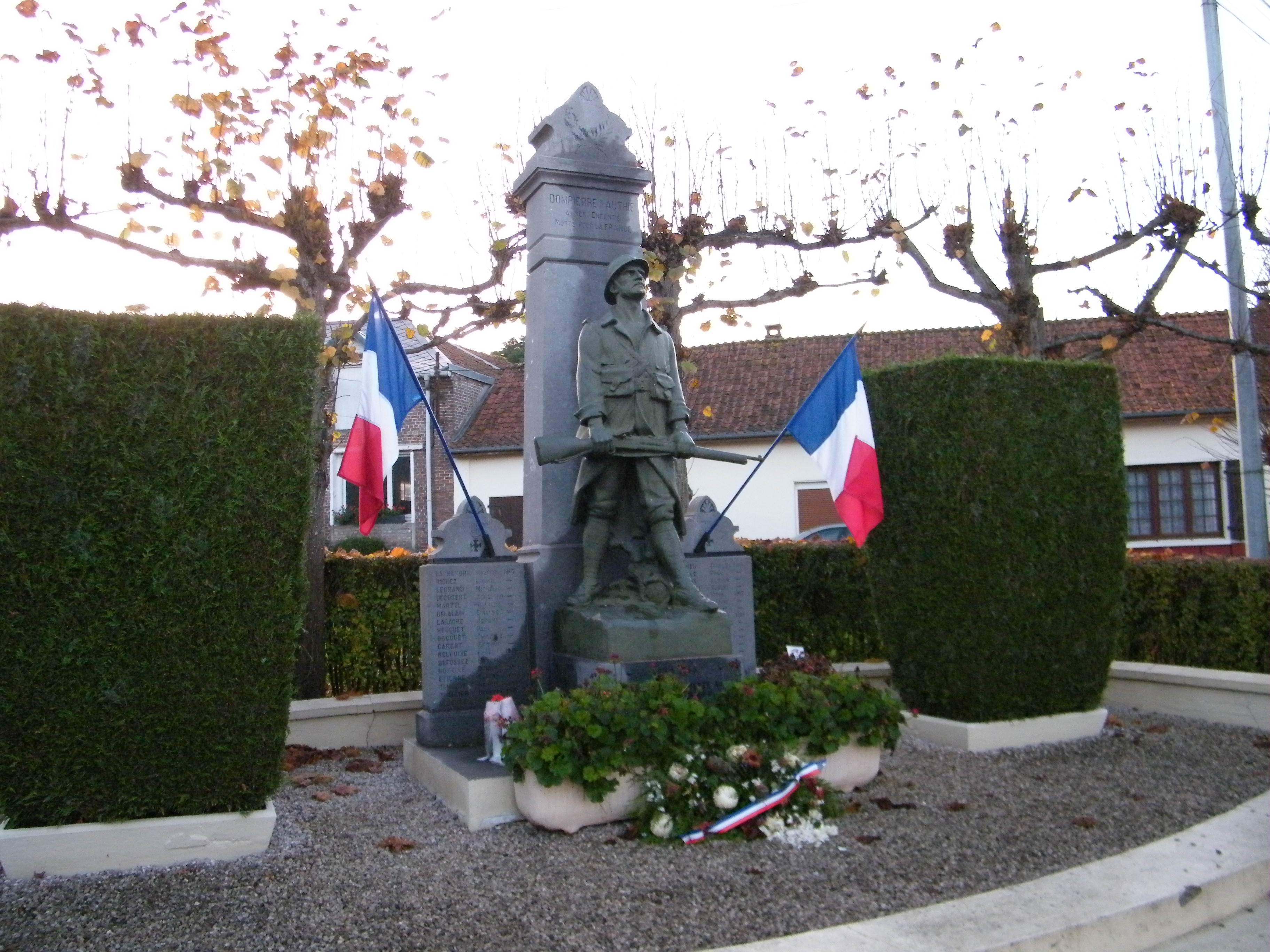
Monument aux morts.
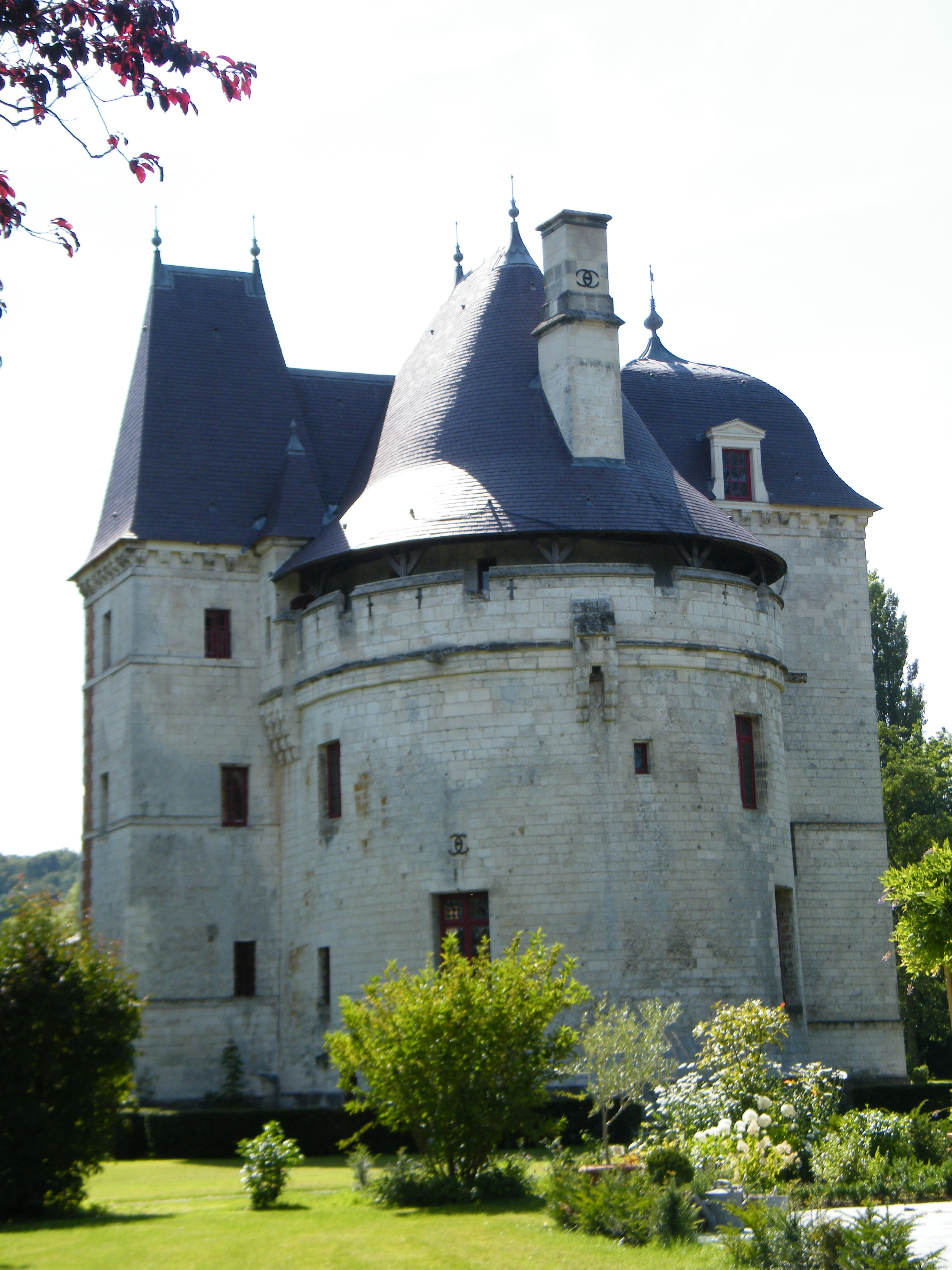
Château féodal.
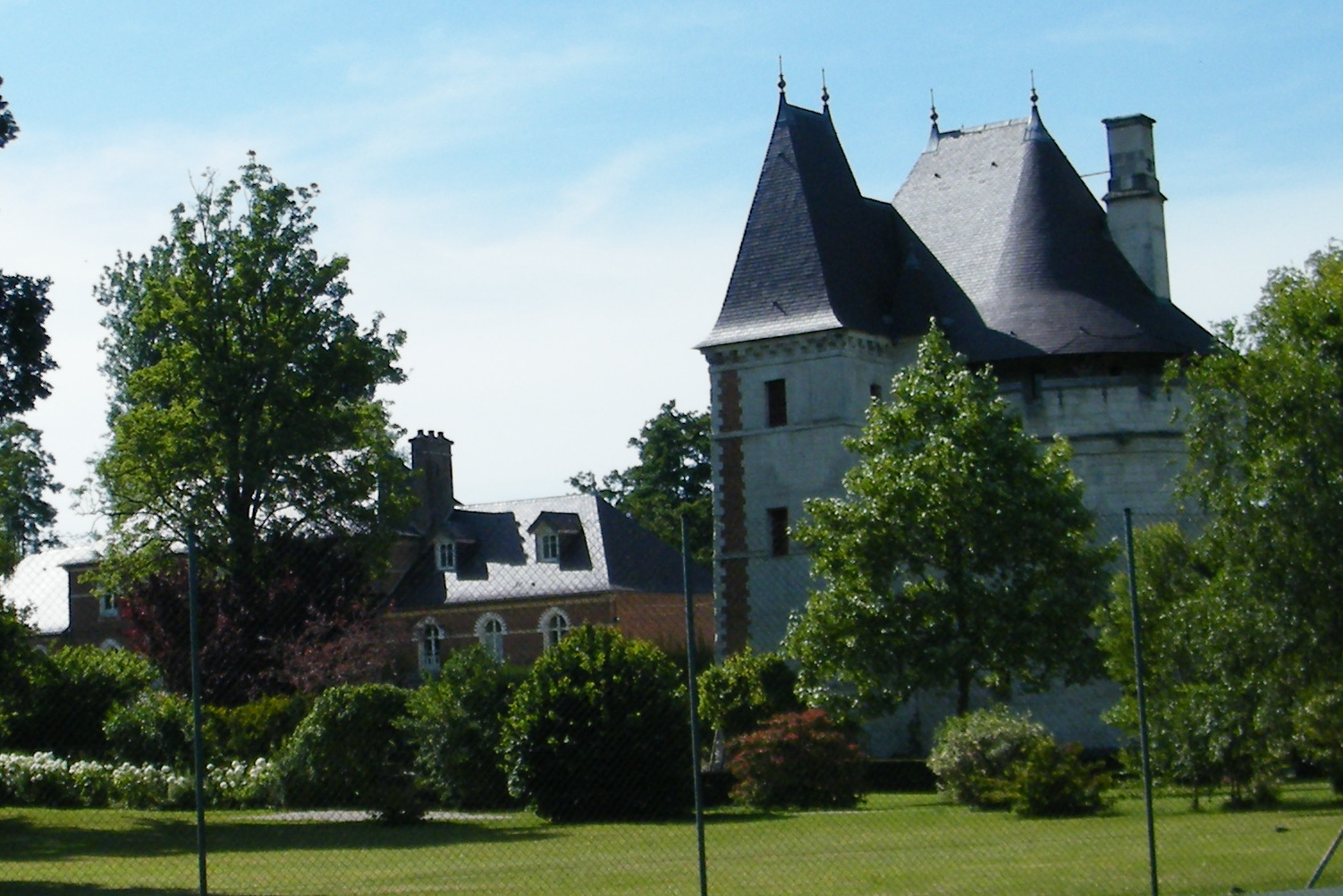
Manoir et château féodal.
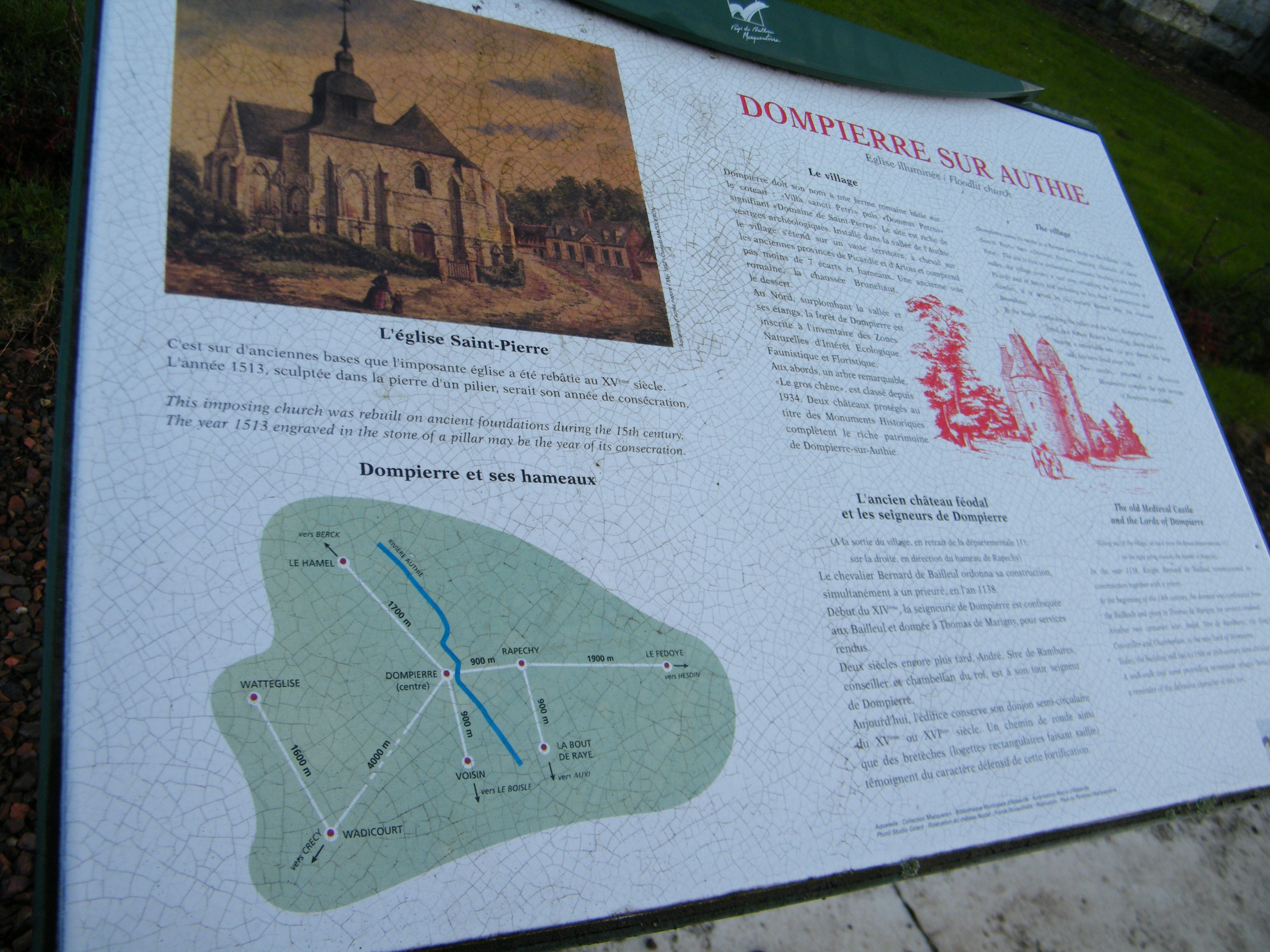
Panneau d'informations, près de l'église.

### Personnalités liées à la commune
- Les familles d'Auxy et de Rambures, desquelles sont issus plusieurs anciens seigneurs de la commune : 
  - Au XIVe siècle, la seigneurie est confisquée aux de Bailleul en faveur de Thomas de Marigny[20].
  - Charles d'Auxy, Jean d'Auxy, Philippe d'Auxy et Réginald d'Auxy, venant tous de la seigneurie de Dompierre-sur-Authie, combattent et trouvent la mort à la bataille d'Azincourt en 1415[39].
  - André, sire de Rambures, conseiller et chambellan du roi, est seigneur du village au XVIe siècle[20].
- Roger Noyon (1934-2019), peintre aquarelliste, né à Dompierre où ses parents étaient gérants de la Ruche Picarde[40].

### Héraldique
| Blason de Dompierre-sur-Authie | Blason  | D'or à trois fasces de gueules ; à l'écusson parti échiqueté d'or et de gueules et d'azur à deux fasces d'argent, brochant sur le tout au premier quartier. |
| Blason de Dompierre-sur-Authie | Détails | Armes d'André II de Rambures, seigneur de Dompierre au XVe siècle, capitaine au service du roi de France pendant la guerre de Cent Ans et compagnon d'armes de Jeanne d'Arc. Brisure des armes de la famille de Rambures par un écusson parti à celles d'Auxy et de Marigny. adopté le 4 septembre 2020. |
| Blason de Dompierre-sur-Authie | Alias   | D'or à trois fasces de gueules. Armes de la famille de Rambures et ancien blason utilisé par la commune. |